# Radisjevo
Radisjevo (bulgariska: Радишево) är ett distrikt i Bulgarien.   Det ligger i kommunen Obsjtina Pleven och regionen Pleven, i den centrala delen av landet, 130 km nordost om huvudstaden Sofia.
Trakten runt Radisjevo består till största delen av jordbruksmark. Runt Radisjevo är det ganska tätbefolkat, med 155 invånare per kvadratkilometer.